# ابن یونس المطرز
ابن یونس المطرز (ت 329 هـ) ھو محمد بن یونس أبو بكر الحضرمي البغدادي المعروف بالمطرَّز، ھو من حفاظ القرآن ومن علماء القرآءات۔

## حياته

### اسمه ونسبه
هو «أبو بكر الأزرق المقرئ المطرز محمد بن یونس أبو بكر الحضرمي البغدادي»۔

### أسرته
حفظ ابن یونس القرآن، وروی القراءۃ عرضا وسماعاً عن خیرۃ علماء عصرہ وفي مقدمتھم: إسماعیل بن عبد ربه، ومحمد بن عبد الرحيم، وأحمد بن محمد بن صدقة، وجعفر بن محمد بن حرب، وعباس بن محمد الجوھري، وأحمد بن سعید بن شاھین، وادریس بن عبد الكريم۔ وتصدر ابن یونس لتعلیم القرآن الكریم، واشتھر بالدقة والضبط والإتقان فتتلمذ علیه الكثیرون۔ وممن روی القراءۃ عنه: عبد الواحد بن أبي ھاشم، وأحمد بن محمد بن المروذي، وآخرون۔ أخذ حدیث الرسول عن عدد من العلماء منھم: أحمد بن عبید الله الفرسیي، وأبو بكر بن أبي الدنیا، وجعفر بن محمد بن كزال، ومحمد بن عبد الله الحَضرمي، وموسی بن إسحاق الأنصاري، ومحمد بن سھل بن الحسن العطار، وأحمد بن زید بن ھارون المكي، ومحمد بن أحمد بن الھیثم المصري۔ كما تصدر لروایة حدیث النبي صلی الله علیه وسلم، فأخذ عنه الكثیرون۔ وممن روی عنه: ’’أبو بكر محمد بن الحسن بن زیاد النقَّاش، وأبو طاھر بن أبي ھاشم، ومنصور بن محمد الحذاء، وأبو حفص بن شاھین، وأبو الحسین بن سمعون‘‘ وآخرون۔
أخذ حدیث الرسول عن عدد من العلماء منھم: أحمد بن عبیدالله الفرسیي، وأبو بكر بن أبي الدنیا، وجعفر بن محمد بن كزال، ومحمد بن عبد الله الحَضرمي، وموسی بن اسحاق الأنصاري، ومحمد بن سھل بن الحسن العطار، وأحمد بن زید بن ھارون المكي، ومحمد بن أحمد بن الھیثم المصري۔ كما تصدر لروایة حدیث النبي صلی الله علیه وسلم، فأخذ عنه الكثیرون۔ وممن روی عنه: ’’أبو بكر محمد بن الحسن بن زیاد النقَّاش، وأبو طاھر بن أبي ھاشم، ومنصور بن محمد الحذاء، وأبو حفص بن شاھین، وأبو الحسین بن سمعون‘‘ وآخرون۔

و من الأحادیث التي رویت عن ابن یونس الحدیث التالي: قال الخطيب البغدادي: ’’ أخبرنا أبو الحسن علي بن أحمد بن عمر المقریء، وأخبرنا أبو طاھر ابن أبي ھاشم قال: حدثني محمد بن یونس المقریء حدثنا محمد بن عبد الله الحضرمي حدثنا ابن نمیر، حدثنا وكیع عن الأعمش عن إبراھیم عن ھمام عن حذیفة قال: یا معشر القراء: اسلكوا الطریق ولئن سلكتموہ لقد سبقتم سبقا بعیداً، ولئن أخذتم یمینا وشمالا لقد ضللتم ضلالا بعیداً‘‘۔

## وفاته ومكان دفنه
توفي ابن یونس المطرَّز سنة 329 هـ من الھجرۃ بعد حیاۃ حافلة بتعلیم القرآن وسنة النبي۔

## ما قيل فيه
- أبو عمرو الداني: «كان إماماً جلیلا مقرئا متصدا مشھوراً۔»[5]
- الخطيب البغدادي: «كان جلیلا في القرأۃ ثقة۔»[6]
- ابن الجزري: «كان مقرئا مشھورا حاذقاً۔»[7]